# Kai Haaskivi
Kai Haaskivi (Lahti, 28 de dezembro de 1955) é um futebolista finlandês que já atuou no Dallas Tornado, Houston Summit, Houston Hurricane, Edmonton Drillers, Edmonton Drillers, Cleveland Force, Baltimore Blast, Cleveland Crunch, e na Seleção Finlandesa de Futebol. Já foi administrou no Cleveland Crunch, IMG Soccer Academy, Pittsburgh Riverhounds, e no Myers University.